# Epidiopatra papillosa
Epidiopatra papillosa är en ringmaskart som beskrevs av Francis Day 1967. Epidiopatra papillosa ingår i släktet Epidiopatra och familjen Onuphidae.
Artens utbredningsområde är Moçambique. Inga underarter finns listade i Catalogue of Life.